# Mount Augustus National Park
Mount Augustus National Park är en nationalpark i Australien.   Den ligger i delstaten Western Australia, i den västra delen av landet, 3 300 km väster om huvudstaden Canberra. Mount Augustus National Park ligger 1 032 meter över havet.
Omgivningarna runt Mount Augustus National Park är i huvudsak ett öppet busklandskap.